# Kyšice, Kladno
Kyšice là một làng thuộc huyện Kladno, vùng Středočeský, Cộng hòa Séc.